# Ostružiník
Ostružiník (Rubus) je velmi velký, systematicky složitý rod rostlin z čeledi růžovité. Jejich plody jsou známé jako ostružiny a maliny, což je z botanického hlediska souplodí peckoviček. Jsou to vzpřímené nebo plazivé, opadavé i stálezelené keře s ostny, případně též vytrvalé byliny. Vyskytují se kosmopolitně, tedy po celém světě, s výjimkou Antarktidy. Speciální botanické odvětví zkoumající ostružiníky se nazývá batologie.

## Systematika

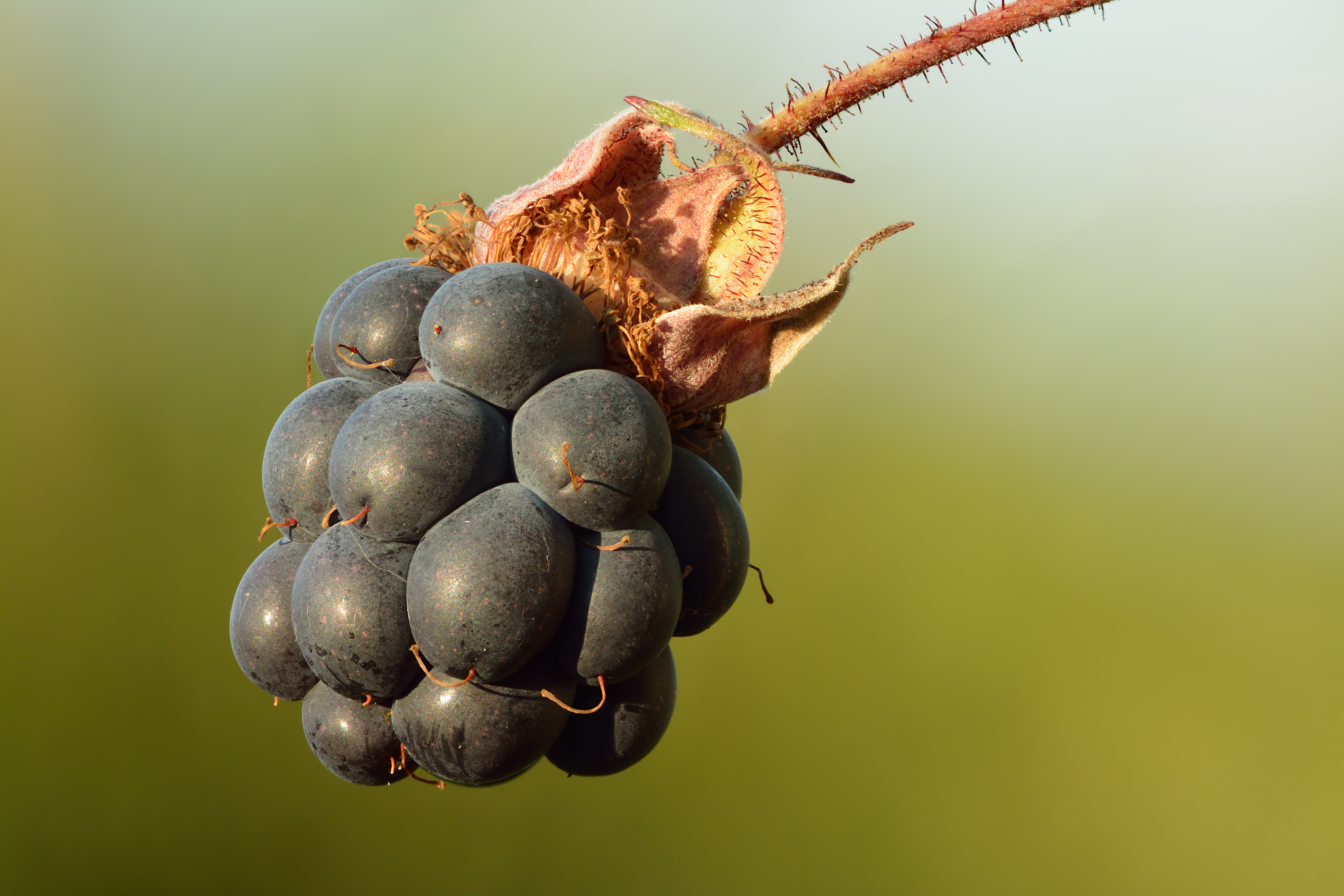
Rubus caesius

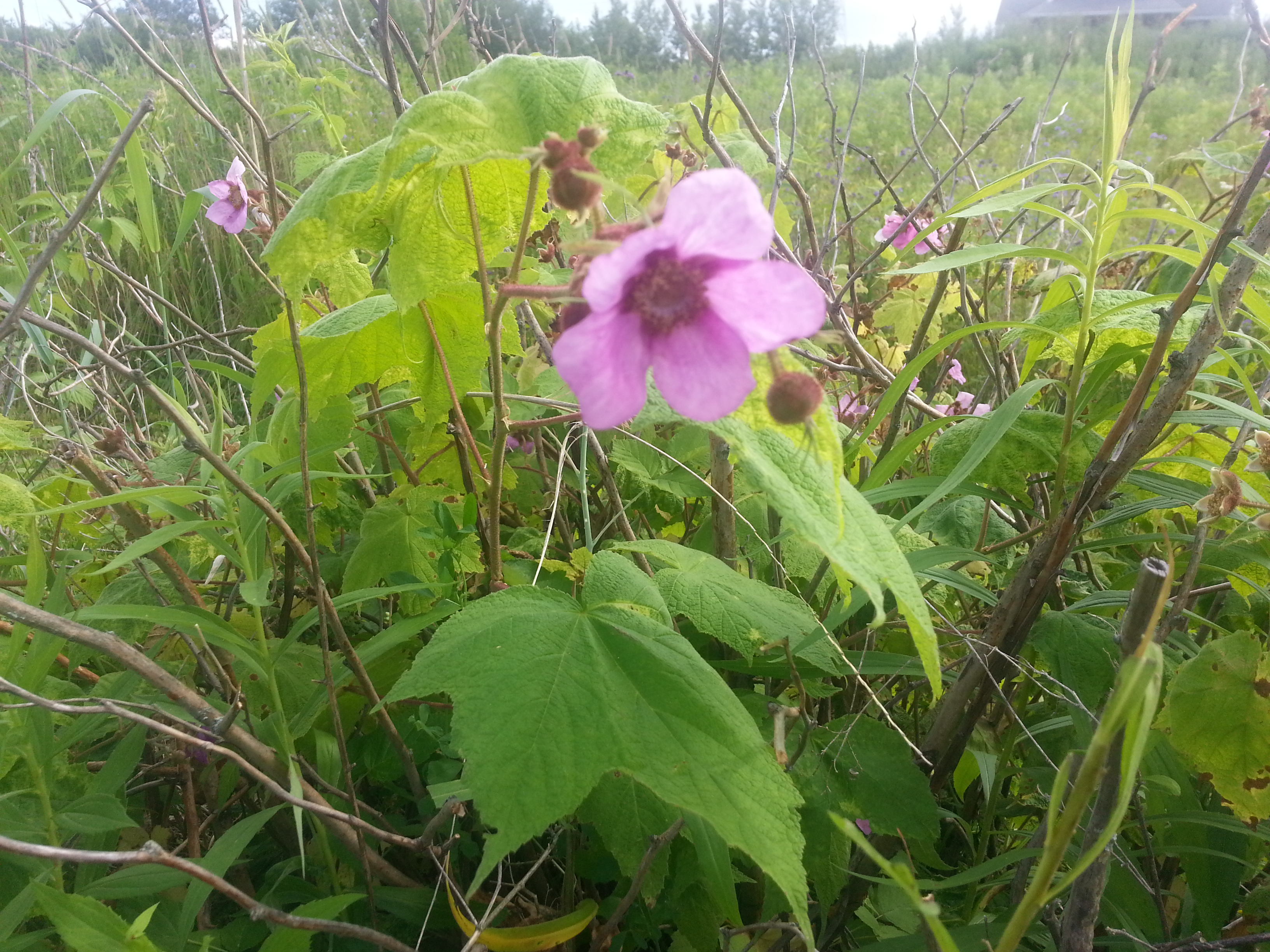
Rubus odoratus

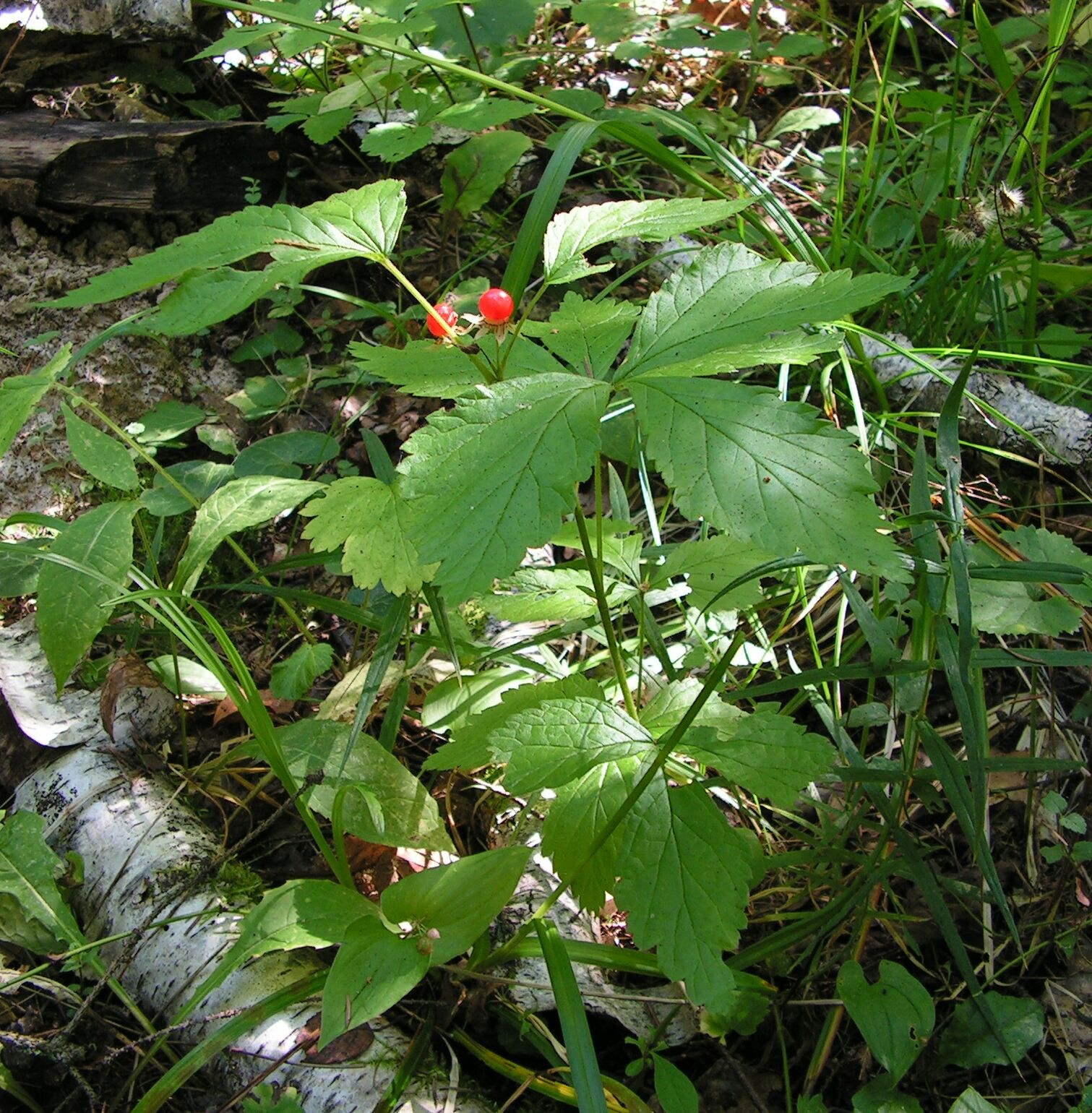
Rubus saxatilis

Rod ostružiník patří mezi systematicky nejsložitější – tzv. kritické taxony rostlin. V rámci čeledi růžovitých patří do podčeledi Rosoideae, v níž tvoří vlastní tribus Rubeae. Počet druhů tohoto rodu je obrovský, uvádí se 1000–1200–1550; mnoho jich je velmi nesnadno determinovatelných jednak vlivem velké morfologické proměnlivosti, kdy jednotlivé znaky mohou být na různých jedincích různě vyvinuty, jednak vlivem souběhu apomiktického a sexuálního rozmnožování a vzájemné hybridizace. Celý rod se dělí do 12–13 podrodů, z nichž se na území ČR vyskytují 4 domácí a 1 pěstovaný; některé druhy je obtížné jakkoli systematicky zařadit.

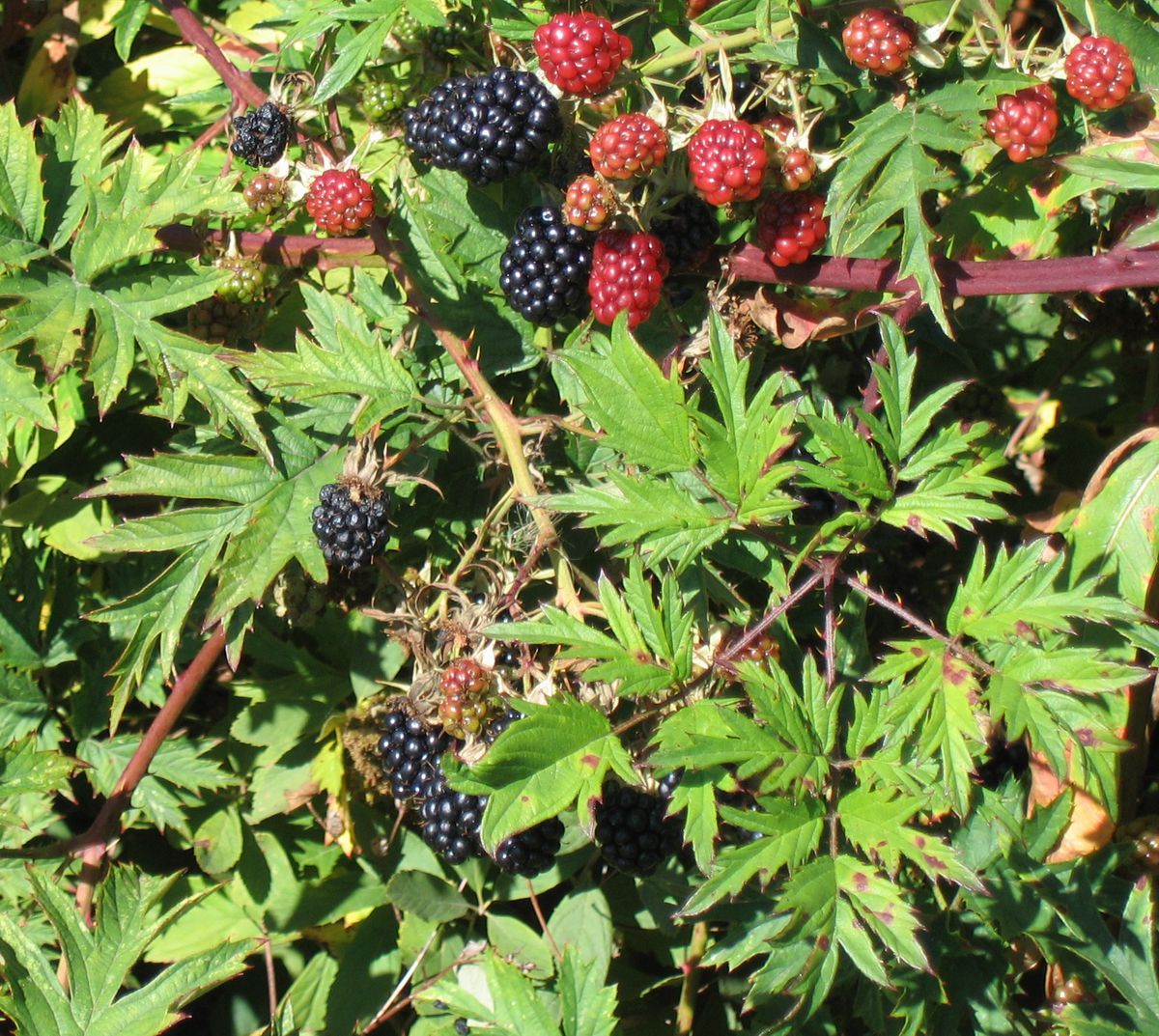
Ostružiník dřípený (Rubus laciniatus)

### Vybraní zástupci
Rubus subgen. Chamaerubus
- ostružiník moruška (Rubus chamaemorus): nízký bylinný druh běžný v severských zemích, jako glaciální relikt též v Krkonoších

Rubus subgen. Anoplobatus
- ostružiník vonný (Rubus odoratus)
- ostružiník nutkajský (Rubus parviflorus)

Rubus subgen. Cylactis
- ostružiník skalní (Rubus saxatilis) – v ČR ohrožený druh kategorie C3
- ostružiník žlutoplodý (Rubus xanthocarpus)
- ostružiník arktický (Rubus arcticus)

Rubus subgen. Idaeobatus
- ostružiník čínský (Rubus chingii) v tradiční čínské medicíně populární poddruh R. ch. suavissimus známý též jako Sweet tea Tian-cha
- ostružiník maliník (Rubus idaeus), druh pěstovaný v ČR pod obecným názvem maliník, maliny, známo je značné množství šlechtěných kultivarů; vyskytuje se též přirozeně
- ostružiník jahodnatý (Rubus illecebrocus) – původní v Japonsku, jednoleté bylinné prýty
- ostružiník japonský (Rubus phoenicolasius)
- ostružiník ojíněný (Rubus occidentalis): druh pěstovaný v USA a v Asii, označovaný jako "černé maliny"
- ostružiník voskovaný (Rubus cockburnianus)

Rubus subgen. Rubus: nejrozsáhlejší a nejproblematičtější podrod členící se dále do množství sekcí, subsekcí a sérií. Jen na území ČR se vyskytuje více než 100 druhů a nepočítaně lokálních typů, dosud nedostatečně prozkoumaných; několik druhů je českými endemity. Plané ostružiníky kromě ježiníku bývají často uváděny pod kolektivním jménem Rubus fruticosus agg.
Sekce Caesii: trojlisté, plazivé, s tenkými ojíněnými prýty
- ostružiník ježiník – ostružiník sivý (Rubus caesius)

Sekce Rubus: obvykle větší keře lesního i nelesního prostředí, tenké až niťovité palisty
- ostružiník dřípený (Rubus laciniatus) – 2x zpeřené listy
- ostružiník dvojbarevný (Rubus bifrons)
- ostružiník Járy Cimrmana (Rubus jarae-cimrmani) – jihočeský endemit
- ostružiník pichlavý (Rubus koehleri)
- ostružiník řasnatý (Rubus plicatus)
- ostružiník sladkoplodý (Rubus armeniacus) – původní v oblasti Kavkazu, pěstován pro plody
- ostružiník šedavý (Rubus canescens)
- ostružiník vzpřímený (Rubus nessensis)
- ostružiník žláznatý (Rubus pedemontanus)

Sekce Corylifolii: převážně nízké keře nelesního až ruderálního prostředí, s kopinatými palisty
- ostružiník měkký (Rubus mollis)
- ostružiník přícestní (Rubus dollnensis)
- ostružiník rumištní (Rubus franconicus)

## Popis

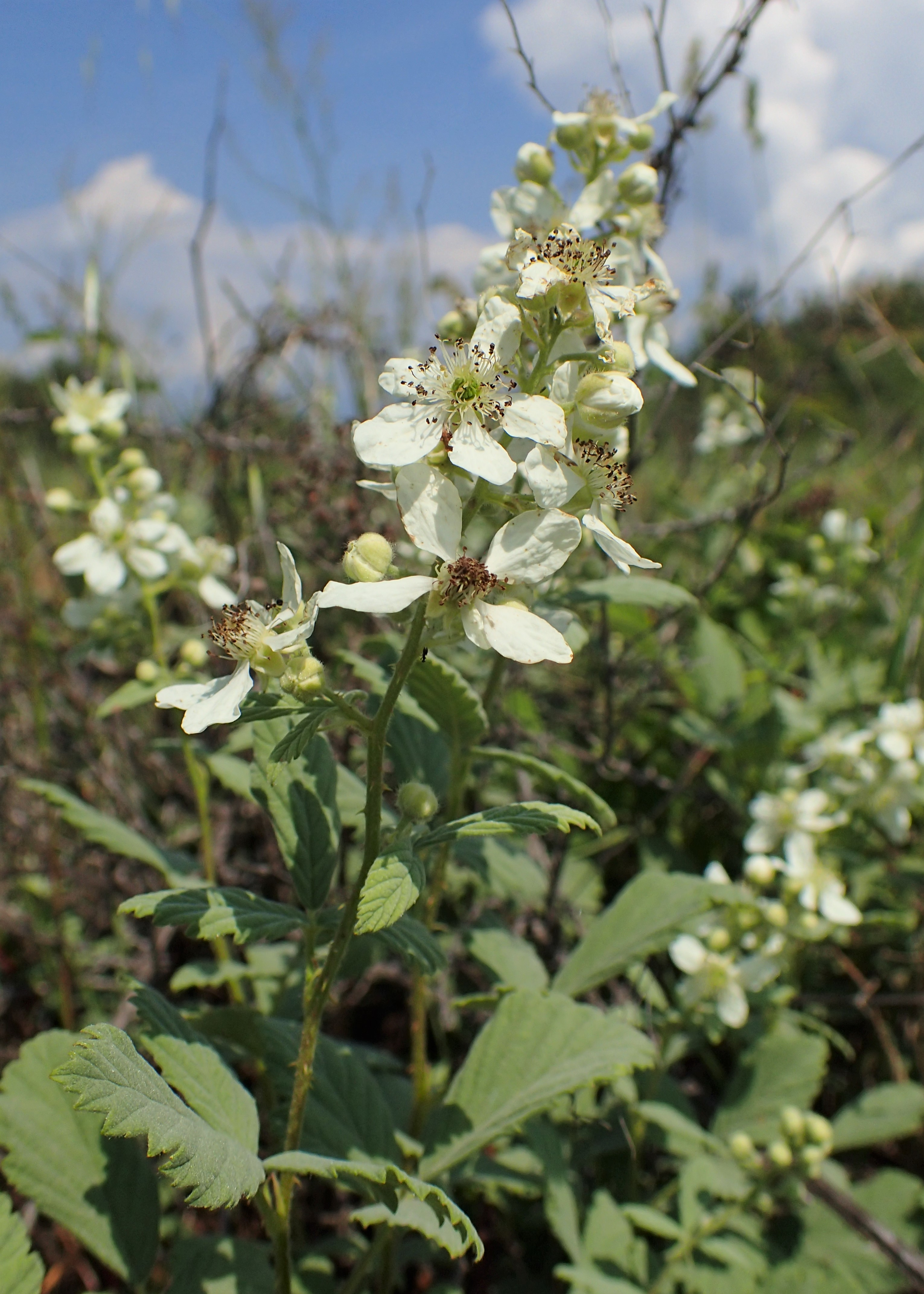
Detail květenství ostružiníku šedavého (Rubus canescens)

Ostružiníky jsou buď vytrvalé byliny s dlouhými podzemními prýty, nebo (častěji) dvouleté keře, u nichž první rok vyrůstá sterilní prýt, který na konci prvního roku dřevnatí, druhý rok z paždí listů vyrůstají kvetoucí výhony a po odplození prýt odumírá. Stonky keřů jsou obloukovitě sehnuté, na konci při doteku se zemí někdy zakořeňující, opatřené ostny různého tvaru a hustoty, někdy též přisedlými nebo stopkatými žlázkami. Listy jsou zpravidla troj- až pětičetné, zpeřené nebo dlanitě dělené, méně často celistvé; s čárkovitými nebo kopinatými vytrvalými palisty. Oboupohlavné květy bílé, růžové nebo červené barvy jsou uspořádány v bohatých nebo úzkých a chudých latách, semeníků je mnoho. Plodem je souplodí jednosemenných černých, červených nebo žlutých peckoviček na kuželovitě vyklenutém plodním lůžku, nazývá se ostružina nebo malina.

## Obsahované látky
Ostružiny obsahují především třísloviny, flavonoidy, vitamín A, menší množství vitaminu C, barviva, cukry, pektin, kyselinu jablečnou a jantarovou, také draslík, hořčík, železo, měď, vlákninu a kyselinu listovou. Pecičky představují pro organismus užitečnou balastní látku.

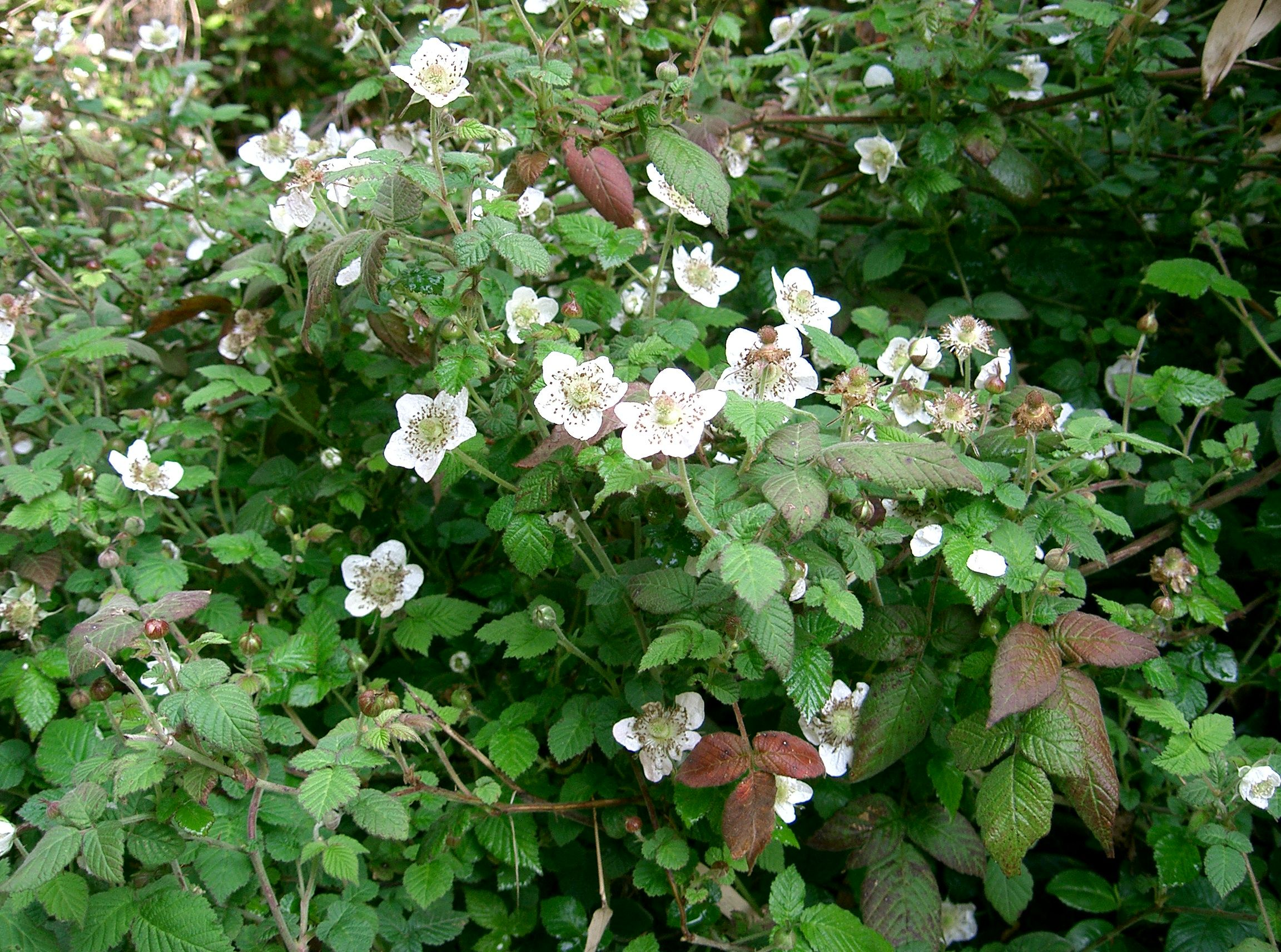
Porost ostružiníku

## Ekologie a rozšíření
Rod je rozšířen po celém světě s výjimkou Antarktidy; v tropických oblastech roste jen v horách. Jednotlivé druhy mohou mít vazbu na lesní prostředí (nemofilní ekoelement), v němž vyrůstají na pasekách, světlinách podél cest, v lesních lemech a pláštích, nebo se naopak vyskytovat primárně mimo les (ekoelement thamnofilní) v křovinách, na mezích a travnatých stráních, náspech, mezích a rumištích. Jiné druhy, např. ostružiník moruška, porůstají rašeliniště v arktických oblastech, případně v horách. Rostou na slunci, v polostínu a některé druhy i ve stínu.

## Využití
Plody ostružiníků jsou jedlé, kromě konzumace v čerstvém stavu se využívají pro přípravu zavařenin, kompotů, džemů, šťáv, sirupů atd. Lze z nich vyrábět ovocná vína, likéry a pálenky. Krom sběru planých ostružin se pěstují též zahradní velkoplodé kultivary. Mladé listy mnohých druhů se používají ve fytoterapii jako adstringens při průjmech, žaludečních potížích a střevních katarech, jako kloktadlo při zánětech dutiny ústní nebo ke koupelím při kožních infekcích a špatně se hojících ranách. Ze sušených fermentovaných listů je možné připravit chutný čaj. Čínský ostružiník Rubus suavissimus obsahuje glykosid steviolu zvaný rubusosid a je využívaný k přípravě léčivého nápoje známého jako Sweet tea Tian-cha.
Ostružiníky lze použít také jako okrasné rostliny ozdobné listy, květy a plody.

## Odrůdy
- Čačanská beztrnná
- Helen (ostružiník)
- Navaho (ostružiník)
- Thornfree
- Wilsonův raný